# Cristián Castro Toovey
Cristián Castro Toovey (ur. 25 listopada 1969 w Santiago) – chilijski duchowny katolicki, w latach 2021–2024 biskup pomocniczy Santiago de Chile, biskup Los Ángeles od 2024.

## Życiorys

### Prezbiterat
Święcenia kapłańskie otrzymał 24 maja 1997 i został inkardynowany do archidiecezji Santiago de Chile. Był m.in. dyrektorem kurialnego wydziału ds. skarg oraz rektorem archidiecezjalnego seminarium duchownego.

### Episkopat
22 czerwca 2021 papież Franciszek mianował go biskupem pomocniczym archidiecezji Santiago de Chile, ze stolicą tytularną Tigava. Sakry udzielił mu 13 sierpnia 2021 kardynał Celestino Aós Braco.
23 marca 2024 został mianowany biskupem diecezji Los Ángeles.